# یزرانی-مارشوویتسه
یزرانی-مارشوویتسه (به چکی: Jezeřany-Maršovice) یک منطقهٔ مسکونی در جمهوری چک است که در ناحیه زنویمو واقع شده‌است. یزرانی-مارشوویتسه ۱۰٫۶۹ کیلومتر مربع مساحت و ۷۳۵ نفر جمعیت دارد و ۲۱۹ متر بالاتر از سطح دریا واقع شده‌است.